# Slađana Mirković
Slađana Mirković (ur. 7 października 1995 w Užicach) – serbska siatkarka, reprezentantka kraju, grająca na pozycji rozgrywającej.

## Sukcesy klubowe
Mistrzostwo Serbii:
- 2014, 2015
- 2013

Superpuchar Serbii:
- 2013, 2014

Puchar Serbii:
- 2015

Mistrzostwo Azerbejdżanu:
- 2017

Mistrzostwo Polski:
- 2018

Puchar Polski:
- 2019

Superpuchar Turcji:
- 2020

Superpuchar Rumunii:
- 2021

Puchar Rumunii:
- 2022[6]

Mistrzostwo Rumunii:
- 2022[7], 2023[8]

Puchar CEV:
- 2023[9]

Puchar Challenge:
- 2025[10]

## Sukcesy reprezentacyjne
Olimpijski Festiwal Młodzieży Europy:
- 2011

Mistrzostwa Europy Kadetek:
- 2011

Mistrzostwa Świata Kadetek:
- 2011

Mistrzostwa Europy Juniorek:
- 2012

Igrzyska Europejskie:
- 2015

Mistrzostwa Europy:
- 2017, 2019
- 2021

Igrzyska Olimpijskie:
- 2020

Liga Narodów:
- 2022[11]

Mistrzostwa Świata:
- 2022[12]

## Nagrody indywidualne
- 2012: Najlepsza rozgrywająca Mistrzostw Europy Juniorek
- 2013: Najlepsza rozgrywająca Mistrzostw Świata Juniorek[13]